# 奧特泰爾鎮區 (明尼蘇達州奧特泰爾縣)
奧特泰爾鎮區（英語：Otter Tail Township）是位於美國明尼蘇達州奧特泰爾縣的一個行政鎮區。

## 地方資料
奧特泰爾鎮區的面積為78.80平方千米，當中陸地面積為42.40平方千米，而水域面積為36.40平方千米。根據2020年美國人口普查的數據，當地共有人口629人，而人口密度為每平方千米7.98人。